# Ropné zásoby Česka

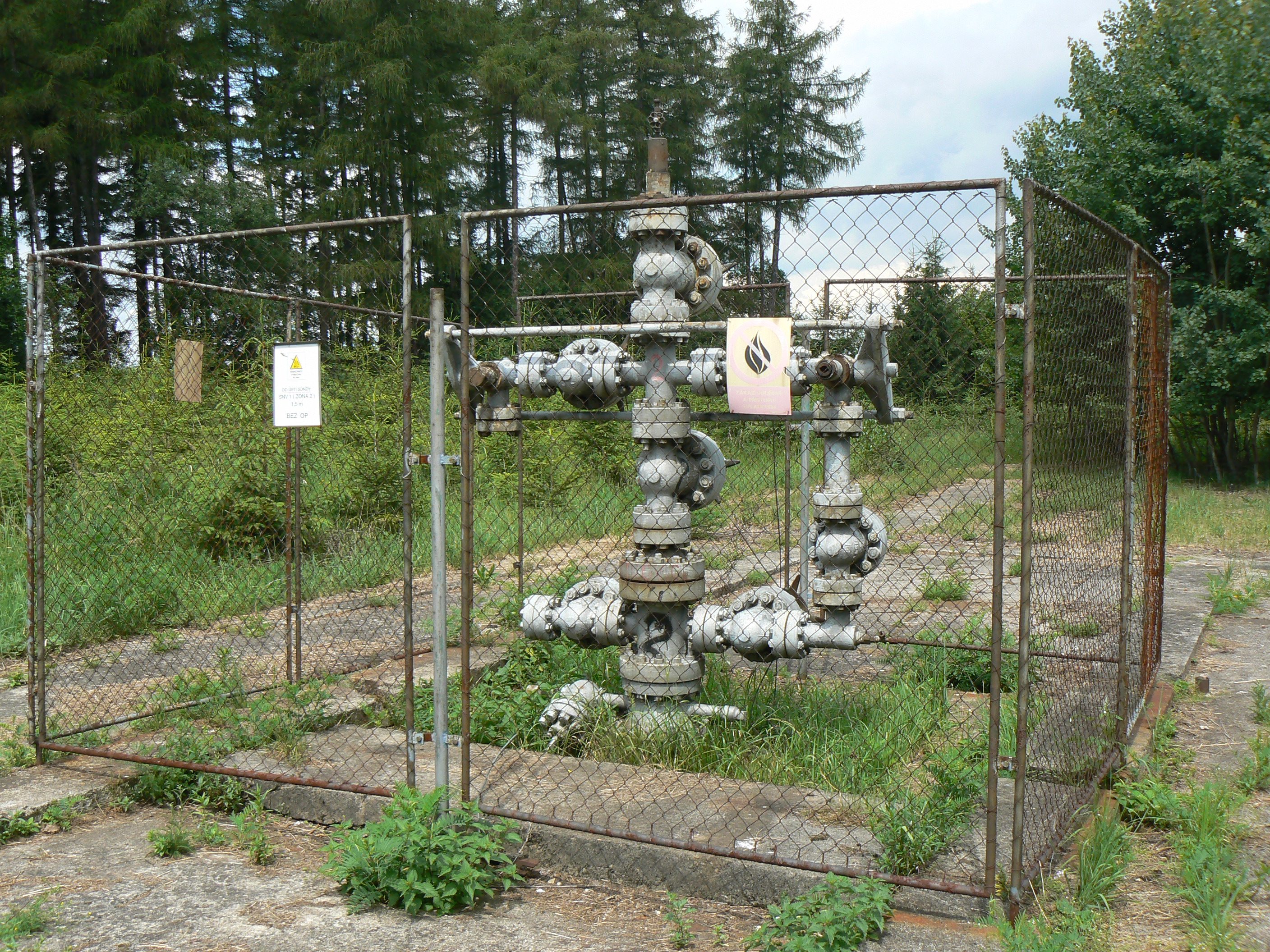
Uzavřený ropný vrt na kopci Hradisko v Litenčické pahorkatině

Ropné zásoby České republiky se nacházejí především v Jihomoravském kraji. Jedná se o relativně malé ropné naleziště, v roce 2005 bylo extrahováno 340 600 m³ surové ropy a 98,75 milionu m³ zemního plynu. Počátek získávání této ropy se datuje na počátek 20. století, první získávání pro komerční využití začalo v roce 1919.
Produkce ropy na Moravě pokrývá pouze malé procento celkové poptávky České republiky, např. v roce 1999 bylo vytěženo 176 kilotun surové ropy oproti 5997 kilotunám ropy dovezené.
Malé zásoby ropy se nacházejí také u východního a jihovýchodního okraje české části hornoslezské uhelné pánve, tj. v oblasti Moravskoslezských Beskyd.

## Historie

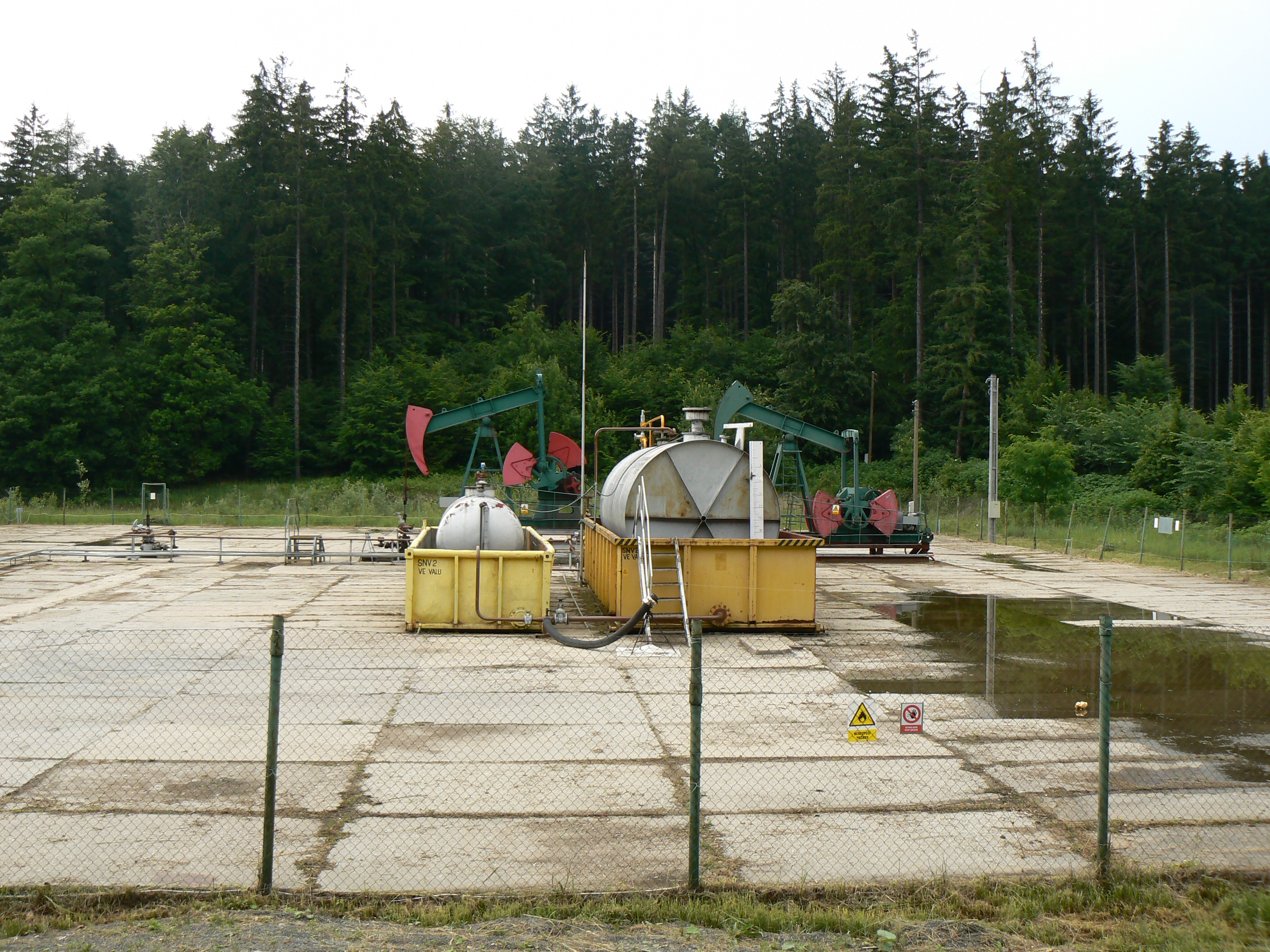
Ropné těžební středisko u Koryčan

První experimentální vrt byl otevřen 27. března 1900 poblíž Bohuslavic v dnešním okrese Hodonín), druhý byl otevřen ještě téhož roku. Jelikož bylo však získávání ropy velmi nákladné, do roku 1917 byly vrty opuštěny. V roce 1919 zde otevřela Moravská těžařská společnost svůj první vrt, v roce 1925 vlastnila v okolí již 25 vrtů.
Během druhé světové války se oblast stala strategicky významnou pro nacistické Německo, největší německá společnost v tomto oboru, Deutsche Erdöl A. G., měla v té době v okolí Hodonína přes 1200 vrtů. Tehdejší ropné rafinérie byly později spojenci bombardovány, včetně rafinérií v Litvínově, Bratislavě (rafinérie Apollo), slovenské obci Dubová, Kralupech nad Vltavou, Kolíně, a Pardubicích (společnost Fanto Werke).
1. ledna 1946 byly všechny existující ropné rafinérie a vrty na území tehdejší české části Československa sjednoceny pod Československé naftové závody (ČNZ). V roce 1948 měla ČNZ 1858 zaměstnanců. V roce 1958 byla ČNZ sloučena s podobnou společností působící na Slovensku do nového závodu Moravské naftové doly. V roce 1990 se slovenská část opět osamostatnila.
V současné době operuje s vrty společnost MND a. s.. V roce 2005 měla 618 zaměstnanců. V roce 2017 našla MND a.s. obří ložisko s obsahem 3 miliony barelů ropy a 100 milionů kubických metrů plynu.

## Statistiky

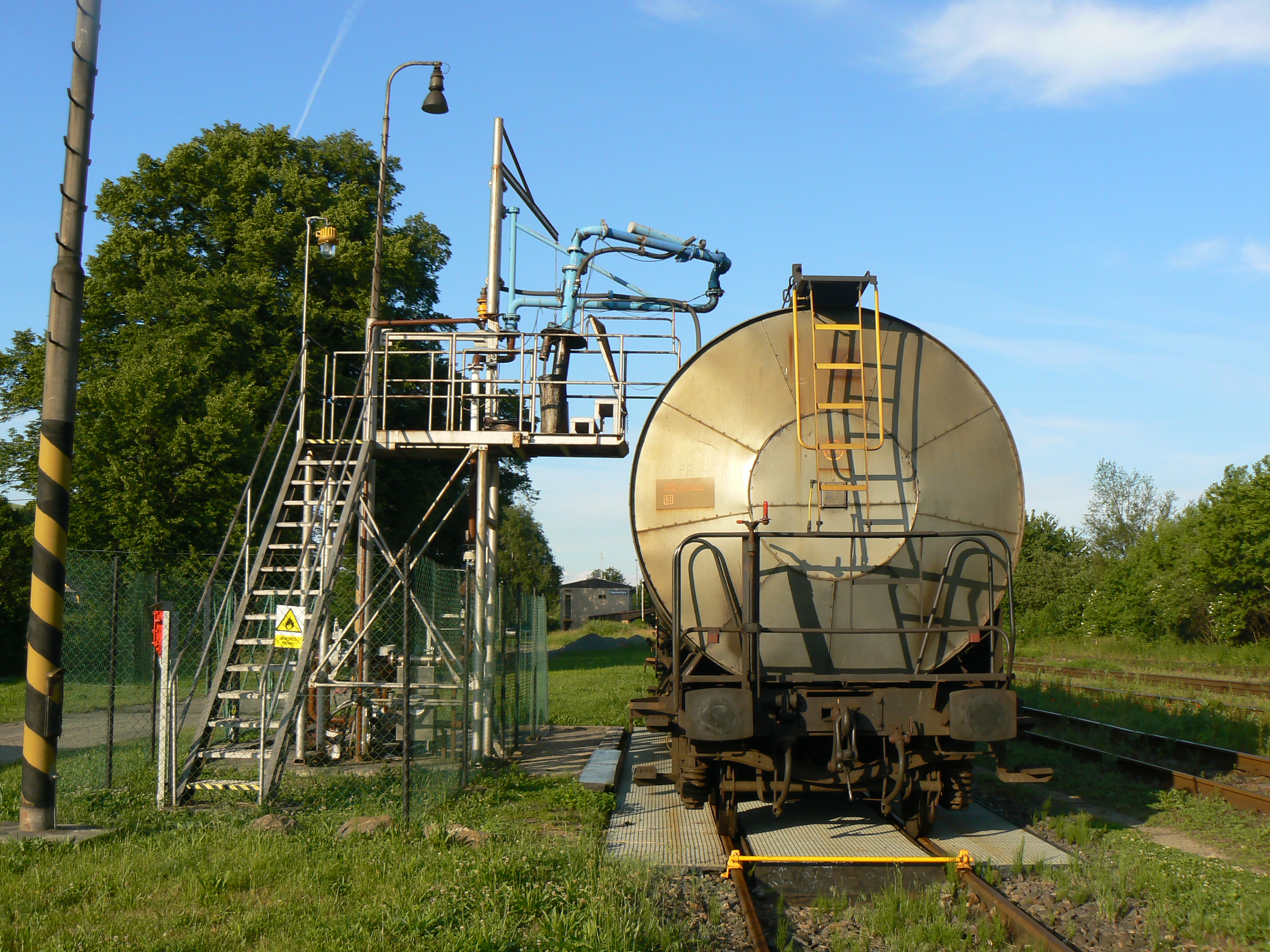
Stáčiště ropy v Nemoticích

Statistiky těžby od 90. let:
| rok  | ropa (m³) | zemní plyn (tis. m³) |
| 1992 | 96 496    | 102 030              |
| 1995 | 173 383   | 119 222              |
| 2000 | 204 319   | 106 899              |
| 2005 | 340 632   | 98 750               |